# 井上保
井上 保（いのうえ たもつ、1947年1月11日 - 2014年11月2日）は、日本の経営者。関西スーパーマーケット社長、会長を務めた。

## 来歴・人物
大阪府出身。1964年に関西大学経済学部を卒業し、同年に関西スーパーマーケットに入社。1990年に取締役に就任し、1996年6月に常務、2000年6月に専務を経て、2002年6月に社長に就任。2014年10月には会長に就任。
2014年11月2日、肺癌のために死去。67歳没。